# Kaloula rigida
Kaloula rigida là một loài ếch trong họ Nhái bầu. Đây là loài đặc hữu của Philippines.
Môi trường sống tự nhiên của chúng là các khu rừng khô nhiệt đới hoặc cận nhiệt đới, rừng ẩm vùng đất thấp nhiệt đới hoặc cận nhiệt đới, các khu rừng vùng núi ẩm nhiệt đới hoặc cận nhiệt đới, vùng đất ẩm có cây bụi nhiệt đới hoặc cận nhiệt đới, đồng cỏ nhiệt đới hoặc cận nhiệt đới vùng ngập nước hoặc lụt theo mùa, sông, sông có nước theo mùa, đất canh tác, vườn nông thôn, các vùng đô thị, đất có tưới tiêu, và đất nông nghiệp có lụt theo mùa. Loài này đang bị đe dọa do mất môi trường sống.

## Hình ảnh

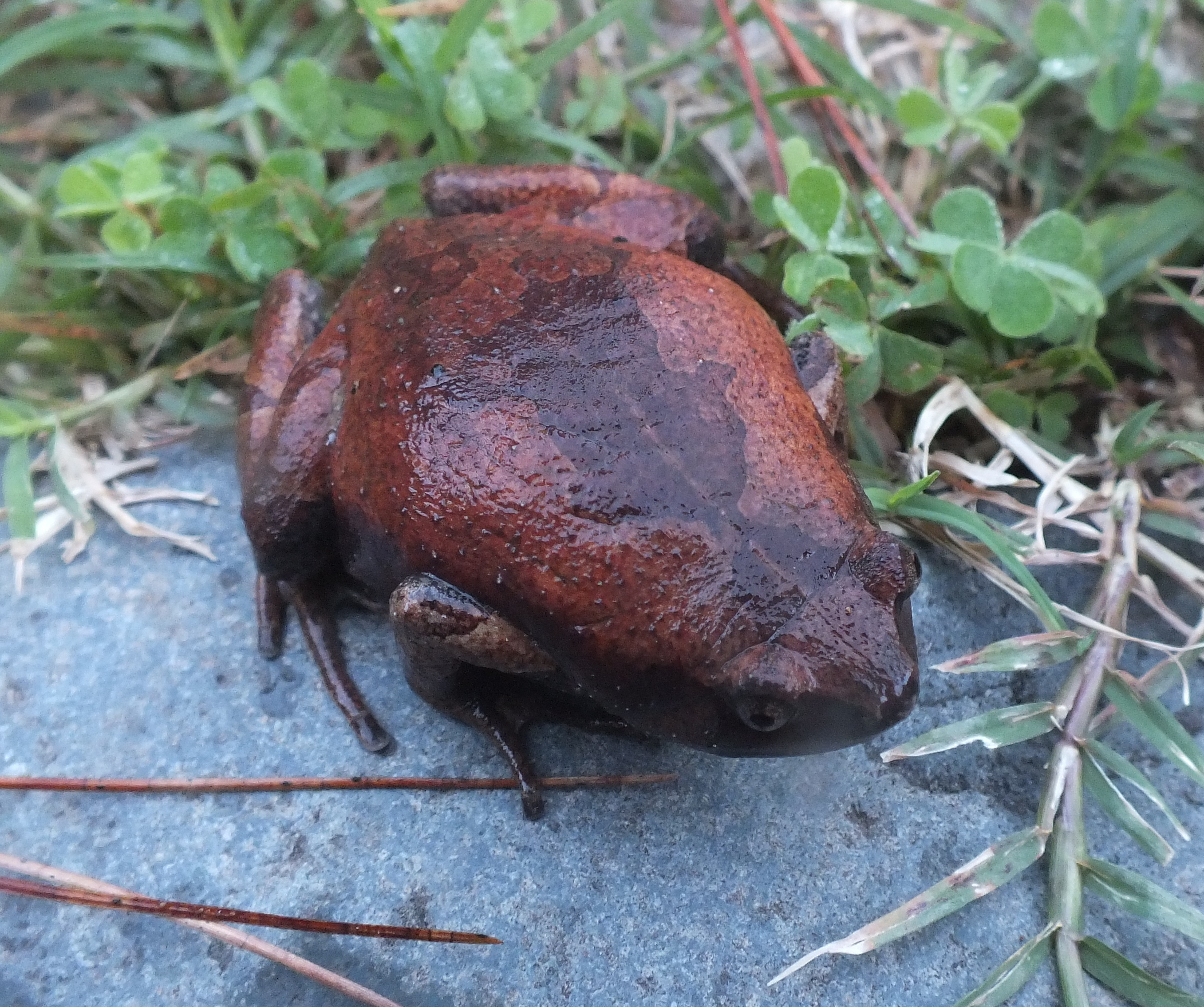

- Tập tin:Luzon Narrow-Mouthed Frogs (Kaloula rigida) in amplexus.jpg